# The Darkness
 (транскр.  Даркнес) енглеска је музичка група из Лоустофта, града у грофовији Сафок. Жанровски се сврстава у глам рок, хард рок, глам метал и хеви метал.

## Историја
Групу су у ноћи дочека 2000. године основала браћа Џастин и Ден Хокинс. Убрзо су им се прикључили басиста Френки Пулен и бубњар Ед Грејам. The Darkness су први наступ одржали у августу 2000. године. Највише успеха постигли су дебитантским албумом Permission to Land, који је изашао 7. јула 2003. године. Албум је провео четири недеље на првом месту званичне британске топ-листе и те године се нашао у најужем избору за награду Меркјури. Са албума су се издвојила четири сингла, уз запажене пласманеThe Darkness на званичној британској топ-листи: Get Your Hands off My Woman (#43), Growing on Me (#11), I Believe in a Thing Called Love (#2) и Love Is Only a Feeling (#5). The Darkness су средином децембра 2003, пред божићне празнике, објавили и наменски сингл Christmas Time (Don't Let the Bells End), који је стигао до другог места званичне британске топ-листе. На 24. додели награда Брит, одржаној у фебруару 2004, однели су победу у три категорије, укључујући и ону за британски албум године. Браћа Хокинс нашла су се међу члановима супергрупе Band Aid 20, која је крајем 2004. снимила нову верзију песме Do They Know It's Christmas?

## Чланови

### Садашњи
- Џастин Хокинс — главни вокал, соло гитара, ритам-гитара, клавијатуре (2000—2006, 2011—данас)
- Ден Хокинс — ритам-гитара, соло гитара, пратећи вокал (2000—2006, 2011—данас)
- Френки Пулен — бас-гитара, пратећи вокал (2000—2005, 2011—данас)
- Руфус Тајгер Тејлор — бубањ, пратећи вокал (2015—данас)

### Бивши
- Ед Грејам — бубањ (2000—2006, 2011—2014)
- Ричи Едвардс — бас-гитара, пратећи вокал (2005—2006)
- Емили Нолан Дејвис — бубањ (2014—2015)

## Дискографија

### Студијски албуми
- (2003)
- (2005)
- (2012)
- (2015)
- (2017)
- (2019)
- (2021)
- (2025)

### Мини-албуми
- (2002)

### Концертни албуми
- (2018)
- (2021)

### Компилације
- (2008)

## Награде и номинације
- Награда Меркјури

| Година | Категорија   | Номиновано дело | Исход      | Изв.  |
| ------ | ------------ | --------------- | ---------- | ----- |
| 2003.  | Албум године |                 | Номинација | [ 4 ] |

- Награде Брит

| Година | Категорија                    | Номиновано дело | Исход      | Изв.  |
| ------ | ----------------------------- | --------------- | ---------- | ----- |
| 2004.  | Британски албум године        |                 | Освојено   | [ 7 ] |
| 2004.  | Најбоља британска група       | —               | Освојено   | [ 7 ] |
| 2004.  | Најбољи британски рок извођач | —               | Освојено   | [ 7 ] |
| 2004.  | Најбољи британски пробој      | —               | Номинација | [ 7 ] |

- Награде Кју

| Година | Категорија            | Номиновано дело | Исход      | Изв.   |
| ------ | --------------------- | --------------- | ---------- | ------ |
| 2003.  | Најбољи нови извођач  | —               | Номинација | [ 9 ]  |
| 2003.  | Најбољи извођач уживо | —               | Номинација | [ 9 ]  |
| 2004.  | Најбољи извођач уживо | —               | Номинација | [ 10 ] |

- Европске музичке награде МТВ-ја

| Година | Категорија  | Номиновано дело | Исход      | Изв.   |
| ------ | ----------- | --------------- | ---------- | ------ |
| 2004.  | Најбољи рок | —               | Номинација | [ 11 ] |

## Наступи у Србији
| Датум         | Место   | Простор | Напомене           | Изв.   |
| ------------- | ------- | ------- | ------------------ | ------ |
| 29. јун 2012. | Београд | Ушће    | у оквиру фестивала | [ 12 ] |